# José Celso Barbosa
José Celso Barbosa (Bayamón, 27 de julio de 1857 - San Juan; 21 de septiembre de 1921), fue un médico, sociólogo y líder político puertorriqueño a favor de la estadidad o integración a los Estados Unidos como un estado. 

## Biografía

### Educación y desarrollo
Barbosa nació en la ciudad de Bayamón, Puerto Rico el 27 de julio de 1857. Su hogar era humilde, su padre era un reconocido albañil y su madre una ama de casa. Barbosa recibió su educación primaria y secundaria en Puerto Rico. Fue el primer residente de raza mezclada en asistir al prestigioso Seminario Jesuita de Puerto Rico. Después de graduarse del seminario, ofreció tutorías a estudiantes privados para ahorrar dinero y poder asistir a la universidad. 
En 1875, se trasladó a Nueva York para asistir a la preparatoria, donde aprendió inglés en un año. Su meta en la vida era convertirse en un abogado, pero después de un combate con pulmonía en Nueva York, su doctor le recomendó que estudiara medicina, en vez de abogado.
En 1876, lo admitieron a la escuela de medicina de la Universidad de Míchigan. Barbosa se graduó con el más alto honor de la clase de 1880. Volvió a la isla en donde instaló su práctica en su ciudad natal. Sin embargo, el gobierno español no le reconoció el grado de médico a Barbosa, pues no había asistido a una de las prestigiosas universidades europeas. 
Se requirió la intervención del cónsul americano en la isla para que el grado de Barbosa fuera reconocido. Barbosa fue la primera persona en la isla entera con un grado médico americano. Practicó medicina por todas partes de la isla, e introdujo la idea innovadora de que los patrones pagaran un honorario por las futuras necesidades médicas de sus empleados (un sistema muy temprano del seguro médico).

### Labor Cooperativa
Anterior al 1873 una de las instancias precedentes del sentido cooperador en Puerto Rico lo fue la Sociedad Económica Amigos del País en 1813, la cual se dedicó al fomento del comercio y la educación. Esta sociedad, auspició el primer periódico especializado en la divulgación de información económica, el Diario Económico. A lo largo del siglo XIX se constituyeron diferentes juntas integradas por campesinos que trabajaban en común la recolección de cosechas, el arreglo de caminos y la construcción de iglesias. Era una gestión colectiva, pero no remunerada.
Para 1873 ocurren dos acontecimientos muy importantes en Puerto Rico, la abolición de la esclavitud y la derogación del sistema que obligaba a los jornaleros a registrarse en una libreta con información personal, para poder conseguir empleo. El ser encontrado sin la libreta, constituía un delito que se pagaba con trabajo público a mitad de jornal. En este año se logran gestar organizaciones como gremios obreros y sociedades benéficas y educativas. Es entonces en este nuevo contexto legal, que se permite, un tercer acontecimiento de gran significado para el cooperativismo puertorriqueño: el primer intento de organización cooperativa con la sociedad de socorros mutuos, Los Amigos del Bien Público.
Para el año 1893, La Sociedad de socorros mutuos, Los Amigos del bien Público, fundada por el cooperativista Santiago Andrade, proveía crédito a sus socios. De esta actividad se gestó en el año 1894 una cooperativa llamada El Ahorro Colectivo. Esta cooperativa representaba una visión integrada de organización cooperativa, integró diversas gestiones empresariales en una misma entidad. Para 1896 contaba con una tienda de provisiones, un almacén y una panadería sumadas a la gestión de ahorro y crédito. Uno de sus fundadores fue el médico y líder político José Celso Barbosa (1857-1921). Barbosa identificó a Santiago Andrade como el primer factor en la evolución del espíritu de asociación entre la clase obrera y lo describió como un «obrero modesto, oscuro, pobre, pero de inteligencia clara, de generoso anhelo, de voluntad perseverante y de influencia entre la clase obrera…».

### Carrera política
Barbosa era un miembro del partido autónomo conducido por Román Baldorioty de Castro, pero abandonó el partido debido a diferencias ideológicas. Fundó el Partido Republicano de Puerto Rico, que favorecía la estadidad, el 4 de julio de 1899 como consecuencia de la guerra hispanoamericana, en la cual Puerto Rico se convirtió en un territorio de los Estados Unidos. 
Se le llegó a conocer como el "Padre del movimiento estadista" para Puerto Rico. En 1900, Barbosa se hizo miembro del gabinete ejecutivo hasta 1917 y un miembro del senado desde 1917 hasta 1921. En 1907, fundó el periódico El Tiempo, el primer periódico bilingüe en la isla. Su hija, Pilar Barbosa un día sería una renombrada historiadora y un activista político que continuaría con el trabajo de su padre.

### Muerte
José Celso Barbosa murió en San Juan el 21 de septiembre de 1921. Lo enterraron en el cementerio Santa María Magdalena de Pazzis en el Viejo San Juan.

## Reconocimientos
En honor a los logros de Barbosa, Puerto Rico ha declarado fiesta oficial su cumpleaños, el 27 de julio. La casa de Barbosa en Bayamón se ha convertido en un museo en el que se exhiben muchos de sus premios, certificados, libros y otros artefactos de interés. 
El 20 de julio de 2006 la cámara de representantes de Estados Unidos aprobó el acta de designación del edificio de Oficina Postal Dr. José Celso Barbosa, para designar la instalación del servicio postal de Estados Unidos situado en 100 Avenida RL Rodríguez en Bayamón, Puerto Rico, como el edificio del Dr. José Celso Barbosa de la Oficina Postal.
El 1 de agosto de 2006, el presidente de los Estados Unidos, George W. Bush firmó la legislación. Ahora es la ley pública 109-253.

## Descendientes
Barbosa tuvo 12 hijos, incluyendo Roberto C. Barbosa, que fue un dentista, Guillermo H. Barbosa, que se convirtió en cirujano y Pilar Barbosa de Rosario, que fue la primera historiadora oficial de Puerto Rico y se casó con José Ezequiel Rosario. Su primo Jesús, dio luz a Oddosia "Thea" Barbosa. Su hija Nixsa Lebron Barbosa quien se casó con Ernesto Meléndez Nieves. Tuvieron dos hijos que luego se mudaron a Florida, donde uno se convirtió en abogado y la hija en contadora quien dio a luz a Davíd Rivera, uno de los últimos descendientes conocidos de Barbosa. Para ese tiempo el apellido barbosa se había eliminando de su linaje.